# Alix Duchet
Alix Duchet (Roanne, 30 dicembre 1997) è una cestista francese.

## Carriera
Con la Francia ha disputato i Campionati mondiali del 2018, i Campionati europei del 2021 e i Giochi olimpici di Tokyo 2020.